# 賀錦麗2024年美國總統競選活動
2024年7月21日，美国时任副总统賀錦麗宣布参加2024年美国总统选举，而时任总统乔·拜登于当天早些时候宣布放弃竞选连任并支持賀錦麗。賀錦麗于8月5日正式获提名成为民主党总统候选人，并于第二天选择明尼苏达州州长蒂姆·沃尔兹作为她的竞选搭档。
賀錦麗在2016年竞选美国参议员期间声名鹊起。她在2020年总统大选曾一度争取党内提名，不久后退出竞选，但这使她变得更加出名。她随后支持乔·拜登，并被选为他的2020年竞选搭档。拜登和賀錦麗在大选中获胜后，她于2021年就职，成为美国首位女性副总统。
賀錦麗在某些国内议题上采取与拜登类似的政纲，例如支持全国范围内堕胎保护、LGBT+权利以及应对气候变化的立法。她还支持环境正义和移民制度改革。在外交政策上，她同样反对俄罗斯入侵乌克兰；另外与拜登相比，她被认为对以色列与哈马斯战争期间的巴勒斯坦人更为同情，但她并未明确暗示将改变对加沙的政策。賀錦麗在经济问题上与拜登观点相左，提出了旨在壮大中产阶级的民粹主义经济议程。
賀錦麗和特朗普的辩论定于9月10日在ABC举行，副总统辩论定于10月在哥伦比亚广播公司（CBS）举行。

## 创下的历史纪录
- 賀錦麗是第一位被主要政党提名为总统候选人的有色人种女性；继2016年总统大选的希拉里·克林顿之后，她是第二位被主要政党提名的女性。[6]
- 賀錦麗在宣布竞选总统15天后就获得了民主党正式提名，这是美国现代史上两大党争夺总统提名最短时间的成功案例。[18]
- 她是第一位来自西部各州的民主党总统和副总统候选人。[19]
- 她还将成为继约翰·亚当斯、托马斯·杰斐逊、马丁·范布伦和乔治·HW·布什之后第五位当选总统的在任副总统。[20]
- 继休伯特·汉弗莱和沃尔特·蒙代尔之后，沃尔兹将成为明尼苏达州第三位副总统。[21]

## 党内代表认可
7月22日，賀錦麗获得足够多的代表支持，成为民主党总统候选人，并在8月22日举行的正式提名表决后正式成为该党的候选人。
賀錦麗于2019年1月首次开始竞选总统，当时她是加利福尼亚州的美国参议员。在辩论中，賀錦麗担任加州总检察长期间的履历遭到对手的批评，尤其是她过去在大麻、现金保释、假释改革以及涉嫌在调查警察不当行为时疏忽大意等问题上的立场。11月份，民调和筹款的停滞不前预示着她的竞选活动可能走向终结。由于人员配备不一致、资金缺乏以及竞选活动总体管理不善，她于2019年12月正式退出民主党初选。她于3月份支持乔·拜登，并于2020年8月8日被拜登选为竞选搭档。2020年11月11日，拜登和哈里斯赢得大选后，她于1月就职，成为美国首位女性副总统。
2023年10月，哈里斯拒绝评论如果预计为2024年总统大选民主党候选人的时任总统拜登退出竞选，她会如何行动。拜登当时已80岁，他的年龄成为共和党重点攻击对象。2024年6月，在一场灾难性的总统辩论之后，人们开始担心当时的推定候选人拜登的年龄和是否适合连任第二任期。拜登最初强烈反对他应该退出的想法。6月28日，《纽约》杂志撰文称，虽然大多数民主党人不希望賀錦麗取代他，但如果他退出，她将是最有可能的选择；她的支持率高于拜登和加文·纽森等其他2028年民主党总统候选人。
在社交媒体上，为了回应这场辩论，希望賀錦麗成为提名人的用户上传了一段旧视频，视频中她向观众提问：“你以为自己刚从椰子树上掉下来吗？你存在于你现在所处的环境、以及你之前所经历的一切之中。”这意味着一个人的“本质”不是独立创造的，而是其环境的结果。这段视频成为了网络热词，椰子也成为了哈里斯竞选活动的象征。视频为賀錦麗带来的关注增强了她成为提名人的想法。“不被过去所束缚，迎接未来”也成为了与賀錦麗及其竞选活动相关的口号和迷因。
7月3日，资深民主党人正在讨论哈里斯作为拜登的潜在继任者，而民主党人对这一选择的反应从“接受到担忧再到辞职”不等。然而她为拜登辩护，称这场辩论“不是他最辉煌的时刻”，但“这场选举的结果无法在6月的某一天决定。”尽管如此，她的盟友已经开始制定策略，以便在拜登退出后让她成为民主党的选择。从7月开始，她经常成为2024年共和党全国代表大会演讲的对象；15至18日，发言者频繁提到“拜登-哈里斯”总统任期。7月17日，共和党总统候选人唐纳德·特朗普的竞选团队拒绝选定与其竞选搭档JD万斯进行副总统辩论的日期，称如果拜登退出，民主党副总统候选人是谁还不清楚。

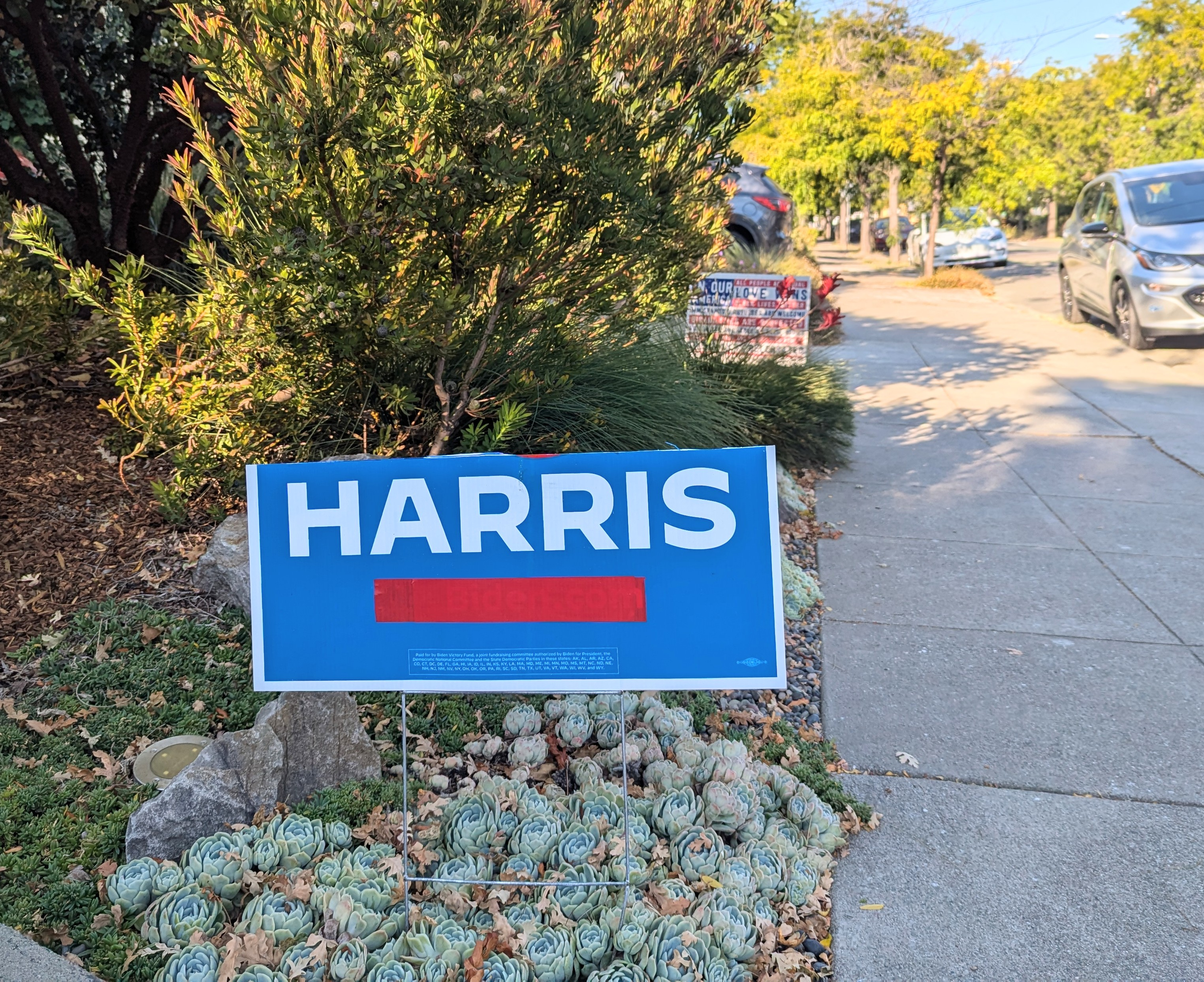
拜登退出竞选的第二天，加利福尼亚州奥克兰的拜登-哈里斯竞选标牌上撕去了拜登的名字。

7月18日，《国会山报》报道称，拜登将在未来几天发表关于其政治生涯未来的演讲，国会方面的民主党人预计賀錦麗将成为新一届提名人。到7月19日，民主党正在悄悄规划賀錦麗如何赢得大选，但格雷琴·惠特默和乔什·夏皮罗等其他候选人也在考虑之中。在民主党的压力下，拜登于7月21日退出选举，并推举賀錦麗为其继任者。

## 竞选启动

### 宣布参选

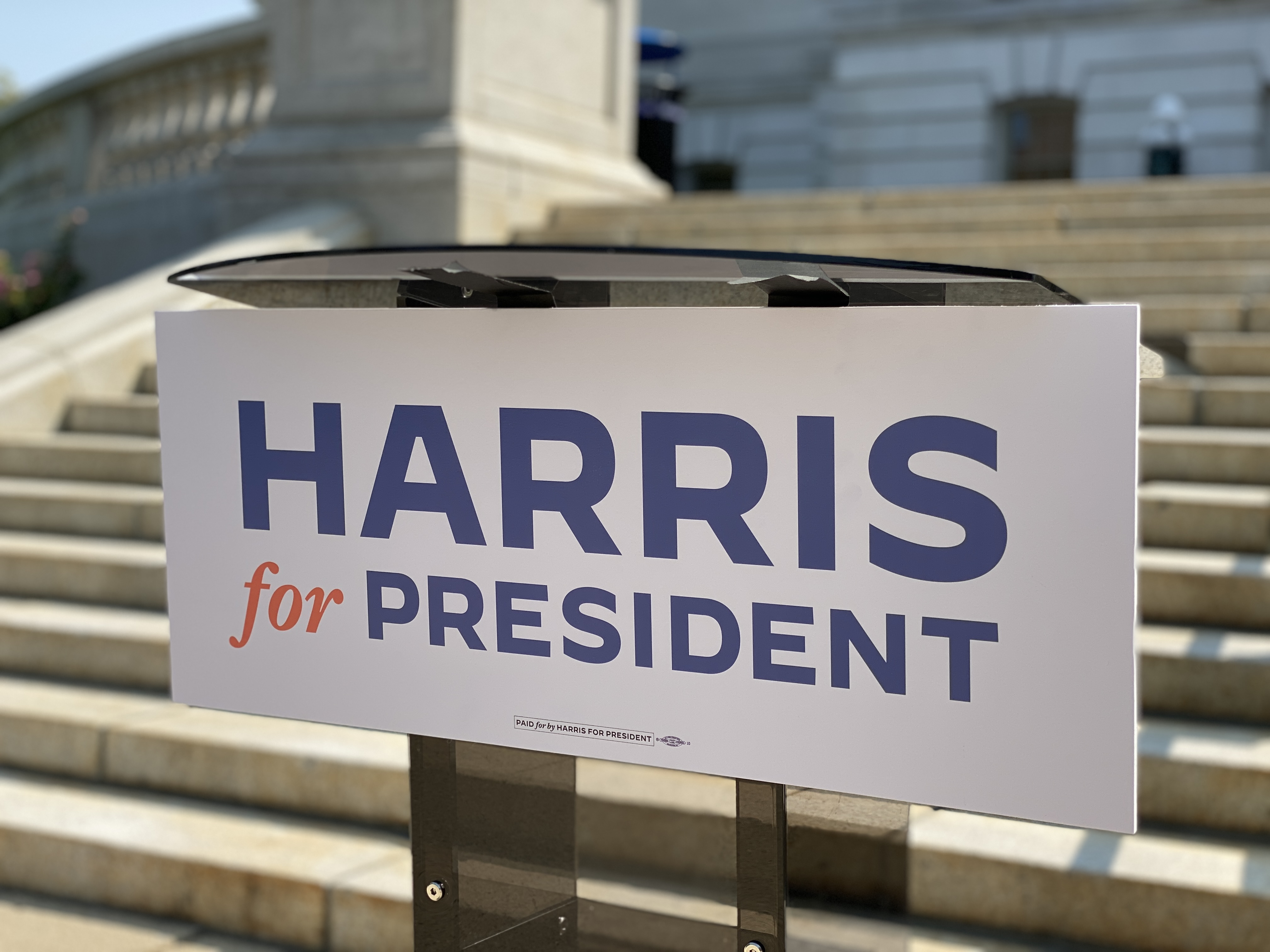
讲台上挂着賀錦麗竞选总统的标志

2024年7月21日，賀錦麗宣布有意竞选民主党总统候选人提名，拜登总统竞选委员会向联邦选举委员会提交了文件，要求将委员会名称更改为“賀錦麗总统竞选委员会”。
7月22日，哈里斯获得足够的州代表支持，赢得提名并成为推定候选人。虽然这些支持不具约束力，但CNN于23日估计她已获得足够的代表来赢得提名。

### 筹款
拜登宣布退出竞选的当天，民主党筹款平台 ActBlue 报告称已筹集了超过50万美元，这是自2020年露丝·巴德·金斯伯格去世以来，该机构单日捐款金额最大的一次。在哈里斯参选后的前24小时内，总统竞选团队筹集了81万美元的小额捐款，是历史上总统候选人单日捐款总额最高的一次。到8月1日、活动启动10天后，哈里斯竞选团队筹集了3.1亿美元，并通过 ActBlue 收到100万美元的小额捐款。
许多草根筹款团体成立并举行了网络组织电话会议，包括“白人男性支持賀錦麗” 、“南亚裔女性支持賀錦麗”、“拉丁裔女性支持賀錦麗”、“原住民女性支持賀錦麗”、“女性支持賀錦麗”、“加勒比裔美国人支持賀錦麗”、“菲律宾裔美国人支持賀錦麗”、“残疾选民支持賀錦麗”、“与黑人女性一起获胜”、“与黑人男性一起获胜”和“白人女性：响应号召”（这是历史上规模最大的Zoom电话会议）。
在宣布蒂姆·沃尔兹为哈里斯的竞选搭档后的24小时内，竞选团队又筹集了3600万美元。
8月11日，賀錦麗和沃尔兹于在旧金山费尔蒙酒店举办了一场私人筹款活动。700名与会者筹集了1200万美元，与会者包括约翰·多尔、里德·霍夫曼和汤姆·斯泰尔。
8月12日，沃尔兹在加利福尼亚州奥兰治县、罗德岛州普罗维登斯、波士顿、丹佛和纽约州南安普敦举办了一系列私人筹款活动。
8月26日和27日，賀錦麗的丈夫道格·埃姆霍夫在纽约市水磨坊、诺斯黑文（理查德·佩里的家）和曼哈顿举行的私人筹款活动上发表演讲。

## 竞选活动

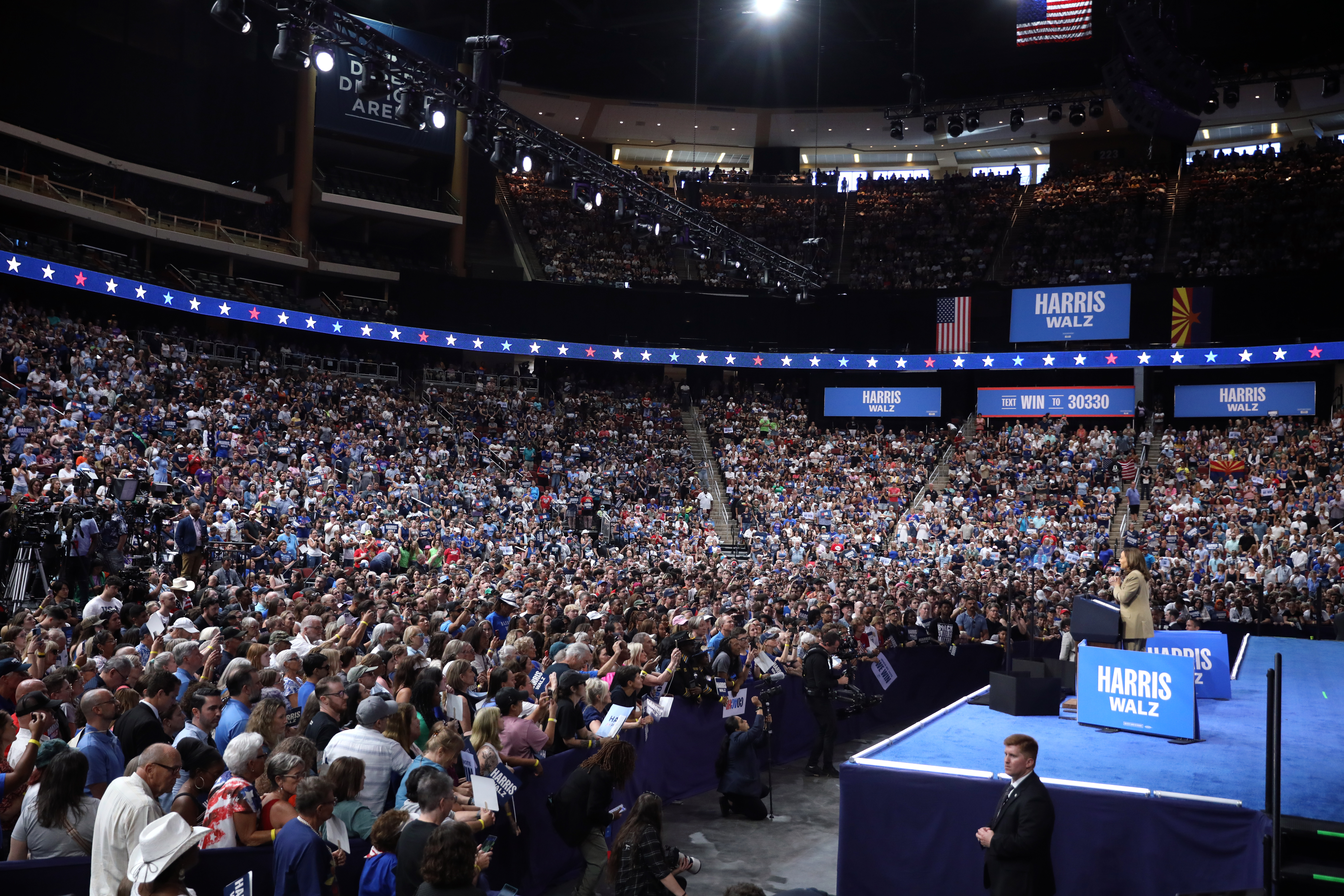
賀錦麗于8月在亚利桑那州格伦代尔举行的竞选集会

賀錦麗于7月23日举行了她的第一次竞选集会，集会在威斯康星州西阿利斯的西阿利斯中央高中体育馆举行；而共和党全国代表大会刚于一周前在附近的密尔沃基举行。据拜登竞选发言人凯文·穆尼奥斯（Kevin Muñoz）称，此次活动的观众人数超过了拜登2024年竞选活动举办的任何活动，他之前预计将有约3,000人参加。
7月30日，賀錦麗在亚特兰大佐治亚州立大学集会中心举行了一场活动，对8,000名观众说：“唐纳德在辩论舞台上与我相见...如果你有话要说，就当着我的面说。”Megan Thee Stallion 和 Quavo 也参加了集会，Megan Thee Stallion 演唱了几首歌曲，并谈到了生殖权利，而 Quavo 则讲述了他和賀錦麗所从事的枪支暴力预防工作。
賀錦麗与她的竞选搭档举行的首场集会于8月6日在费城天普大学 Liacouras 中心举行，该活动据称共有1.2万人参加。第二天，賀錦麗和沃尔兹在威斯康星州的欧克莱尔和密歇根州的罗穆卢斯举行集会。

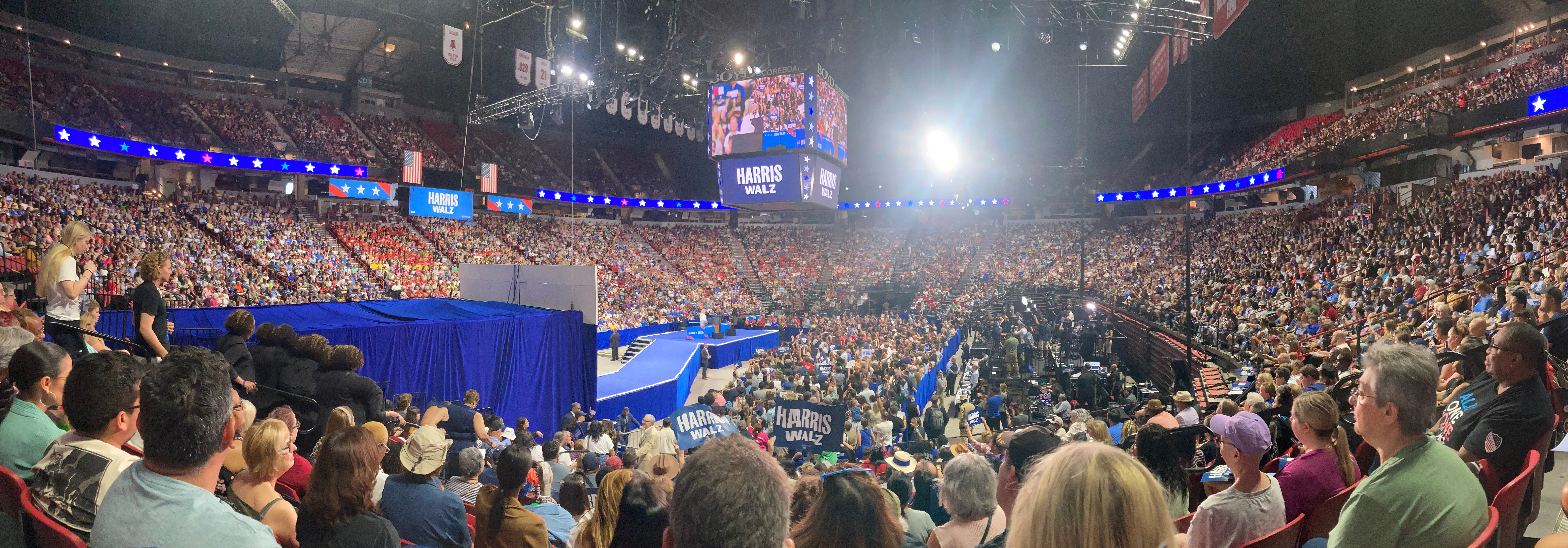
8月10日在内华达大学拉斯维加斯分校托马斯和马克中心举行的集会

賀錦麗和沃尔兹于8月9日出现于亚利桑那州格伦代尔的沙漠钻石竞技场，美国参议员马克·凯利、亚利桑那州司法部长克里斯·梅耶斯、美国参议院候选人鲁本·加列戈（亚利桑那州第三选区）和共和党籍的梅萨市长约翰·吉尔斯也发表了讲话。第二天，在内华达州天堂市的内华达大学拉斯维加斯分校托马斯与马克中心又举行了另一场集会。集会开始前，数百名想要参加集会的人被迫不能进入场地，因为场地已经满了，该场馆可容纳约18,000人。据该活动称，当时有14,000人到场，执法人员于下午5:45左右关闭了体育场馆，因为在外面排队的人太多了。该活动估计，执法人员关闭体育场馆时，有4,000人正在排队或坐在车里。
8月13日，沃尔兹在洛杉矶举行的美国州、县和市政雇员联合会大会上发表了讲话，并于8月17日在内布拉斯加州拉维斯塔（位于奥马哈郊外）的 Astro 剧院举行了个人集会。
賀錦麗在8月16日的集会上首次谈到了她的经济政纲，地点在北卡罗来纳州罗利市的韦克技术社区学院。

## 竞选承诺
賀錦麗将自己的竞选活动定义为“自由与混乱之间的选择”，并以“自由”和“未来”的理想为基础。賀錦麗竞选团队试图强调她曾作为加州司法部长和检察官“起诉”特朗普的经历，并指出特朗普被判定犯有34项重罪。哈里斯以温和派民主党人的名義参选，自2019年参选以来，她的多项政策立场已趋于温和，预计她的许多国内政策立场将与拜登相似。哈里斯的立场还将特别关注生殖保健、刑事司法和民权问题。
賀錦麗的竞选活动主打乐观、愉快的基调。賀錦麗在7月份的另一种竞选策略是多次将共和党总统候选人特朗普和副总统候选人JD万斯称为“怪人”。此类言论源自哈里斯后来选择为竞选搭档的蒂姆·沃尔兹、賀錦麗本人以及民主党盟友。在马萨诸塞州皮茨菲尔德举行的竞选筹款活动中，賀錦麗表示：“你可能已经注意到，唐纳德·特朗普一直在对我的履历撒一些弥天大谎。他和他的竞选伙伴所说的一些话，嗯，简直太奇怪了。我的意思是，这就是你要放进去的框框。”这一转变以及向“自由”方向宣传转变的信息，显著的与拜登对民主的关注不同。

### 国内议题

#### 堕胎权
賀錦麗支持国家对堕胎的保护，这项保护曾在2022年罗伊诉韦德案（1973年）被多布斯诉杰克逊妇女健康组织案（2022年）推翻后失效。在拜登政府执政期间，她大力倡导堕胎权。2024年3月，賀錦麗成为首位访问堕胎诊所的在任副总统，并于2024年7月告诉《政客》杂志：“我们需要将罗伊案的保护措施纳入法律”。

#### 大麻合法性
賀錦麗支持联邦层面全面大麻合法化，并将其从《管制物质法》中彻底删除。賀錦麗和沃尔兹是第一个支持这样做的主要政党总统候选人。

#### 公民权利
賀錦麗支持改善种族公正的努力，她此前曾支持《乔治·弗洛伊德警察执法公正法案》。賀錦麗支持警察部门非军事化，并反对削减警察经费的呼声。她曾受拜登委托，通过其为人民服务法案的工作，通过投票权立法来保护民主。賀錦麗支持捍卫选举工作人员的努力，并反对共和党在2020年总统大选后限制投票的努力。賀錦麗已表示，如果当选，她支持通过《投票自由法案》和《约翰·刘易斯权利投票权促进法案》。

#### 气候变化和能源
賀錦麗是一位环境正义的倡导者，致力于解决气候变化对低收入地区和有色人种的影响。在拜登执政期间，她支持他的气候立法。她帮助通过了《通胀削减法案》，这是美国历史上在应对气候变化和清洁能源方面的最大投入，使美国有望实现到2030年将排放量在2005年的基础上减少50-52%的目标。賀錦麗的竞选团队表示，她不支持禁止水力压裂。

#### 经济

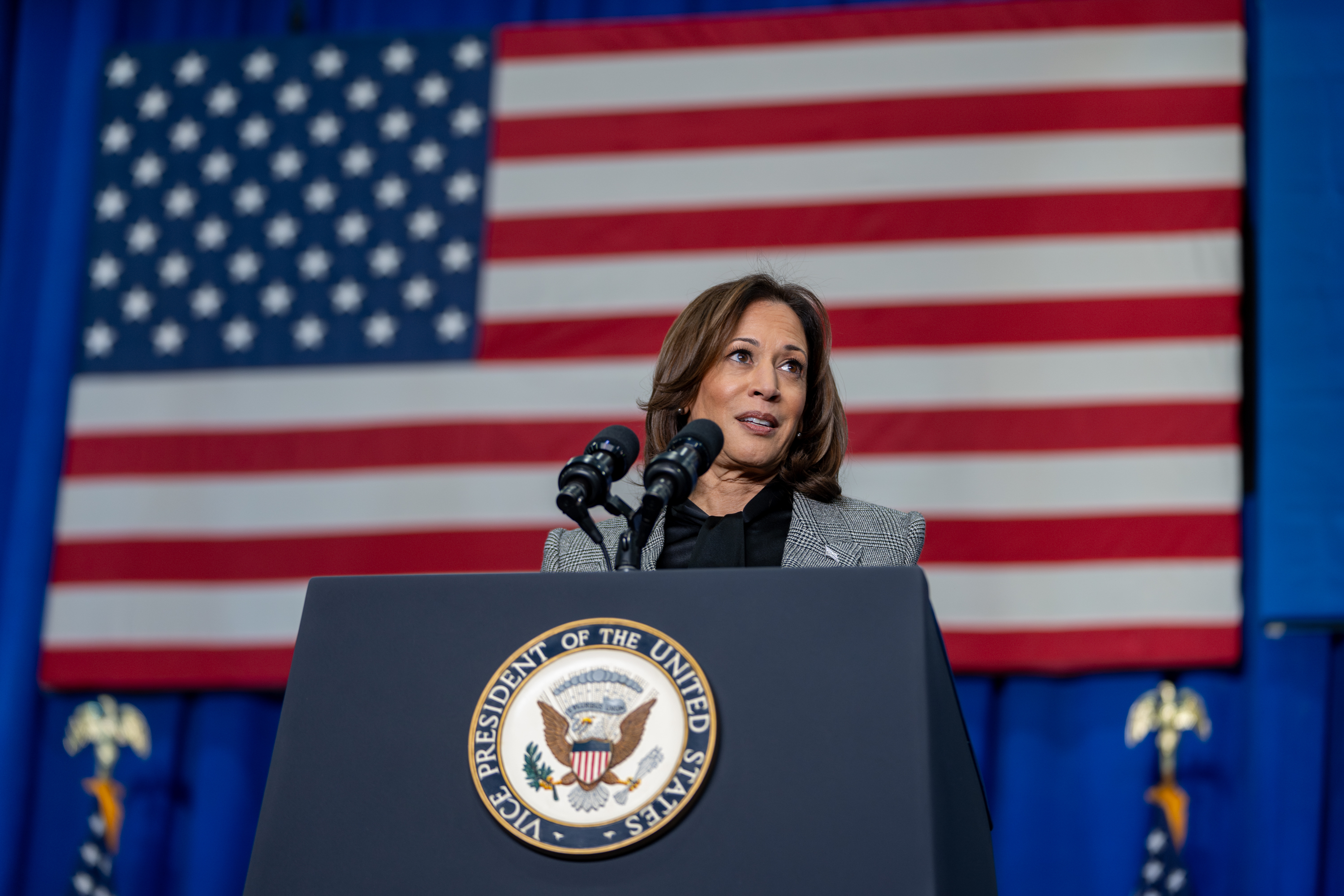
2024年1月賀錦麗在国际印刷和相关行业工会区议会发表讲话

賀錦麗有一个民粹主义的经济议程，其政策建议经常与拜登的政策建议不同，她的提议包括消除医疗债务、禁止食品杂货价格欺诈、限制处方药费用以及为首次购房者提供25,000美元的补贴。賀錦麗计划取消小费税，并为儿童出生第一年提供6,000美元的税收抵免，这些提议与其总统竞争对手特朗普和万斯分别提出的类似建议相一致。賀錦麗还承诺提高最低工资标准，禁止金融机构收取隐藏费用和滞纳金，并限制不公平的租金上涨。她反对特朗普提出的对进口产品征收20%关税的提议。
《纽约时报》称賀錦麗的经济政策体现了“联邦政府必须积极采取行动促进竞争、纠正私人市场扭曲的想法”。她提议提高企业和高收入者的税收，为中下阶层提供服务、减少赤字。她还提议对带来经济效益的公司减税，比如制造应对全球变暖的技术的公司和建造经济适用房的公司。賀錦麗曾发表讲话支持中产阶级和工会。她支持对净资产超过1亿美元的人的未实现收益征税，前提是他们的收入（包括未实现收益）没有缴纳最低25%的税率，且上述财富的80%是可交易资产。该计划将影响一小部分美国富人，而《Axios》报道称，大多数科技创始人和投资者将免受影响。賀錦麗还宣布支持将企业税率恢复到28%，以及其他几项税收提案，以提高税收并堵塞企业和富人的漏洞，从而在10年内带来5万亿美元的额外收入。
联邦预算委员会估计，賀錦麗的政策建议将导致十年内联邦赤字增加1.7万亿美元。税务基金会估计，她的提议将在十年内花费超过2万亿美元。她提出的取消小费税和禁止价格欺诈等更为民粹的提议，遭到了左翼经济学家的批评，被认为适得其反。其他提议如提高最低工资和增加税收抵免，得到了更多经济学家的支持。《纽约时报》报道称，賀錦麗的税收提案与拜登的提案基本一致，总体而言，其增加的债务负担低于特朗普的计划，后者预计税后将增加4万亿美元的债务。
在获得提名之前，賀錦麗一直推动《基础设施投资与就业法案》的通过，为小企业提供资金，并曾在担任参议员期间支持一项法案，为中低收入家庭提供6,000美元的税收抵免。

#### 枪支安全
賀錦麗把“免受枪支暴力侵害的生活自由”作为其竞选活动的重要内容。她表示支持红旗法、普遍背景调查以及禁止向平民出售攻击性武器。担任副总统期间，賀錦麗负责监督白宫枪支暴力预防办公室。

#### 卫生保健
賀錦麗支持加强《平价医疗法案》覆盖范围的努力，包括将老年人自付处方药价格的上限设定为2,000美元，并将享受联邦医疗保险的人的胰岛素费用限制在35美元，这是《降低通货膨胀法案》的一部分。她一直支持白宫禁止在信用报告中记录医疗债务的努力。賀錦麗表示，她不再支持单一支付者医保制度。

#### 住房保障
賀錦麗提议向建筑公司拨款400亿美元用于建造首套住房。她承诺向每位首次购房者提供2.5万美元的首付援助。賀錦麗表示，她将敦促国会执行公平住房法，并通过《防止算法促进租赁住房卡特尔法案》，禁止业主使用“协调”租金的服务，同时呼吁国会通过《停止掠夺性投资法案》，取消对购买大量独栋住宅的华尔街公司的税收优惠。 

#### 移民
賀錦麗承諾為強大的邊境安全以及獲得公民身份的途徑而奮鬥。2024年8月，移民活動人士在賀錦麗接受採訪後稱她將自己定位為「在移民問題上比川普更強硬」。賀錦麗強調了她在擔任總檢察長期間打擊跨國幫派、販毒集團和人口販運者的工作。2023年，身為副總統的賀錦麗宣布私人公司承諾提供9.5億美元，支持中美洲社區解決貧窮等大規模移民的根源。在擔任副總統期間，賀錦麗支持一項兩黨法案，即《安全邊境法案》，該法案將資助更多邊境人員，並在邊境過於擁擠的情況下關閉邊境，但遭到了川普的拒絕。川普呼籲參眾兩院共和黨人廢除該法案，認為這將損害他和其他共和黨人的連任競選活動，並剝奪他們將移民問題作為競選問題的能力。賀錦麗批評川普在競選過程中反對該法案，並承諾以總統身分將該法案簽署成為法律。
賀錦麗表示，她認為移民制度已經崩潰、需要修復，她認為大多數美國人也相信這一點。賀錦麗也主張比拜登總統更嚴格的庇護規則。她於2024年7月30日推出的競選影片稱，“賀錦麗支持增加邊境巡邏人員的數量”，並將川普描繪成對邊境安全不認真的人。

#### LGBT 权利
賀錦麗是 LGBTQ 群体权利的坚定支持者。2022年，总统乔·拜登签署了《尊重婚姻法案》，要求各州承认同性婚姻和跨种族婚姻，尽管目标是在最高法院推行婚姻平权。在签署仪式上，賀錦麗等人发表了讲话，拜登向她赠送了一支笔，以表彰她多年来为婚姻平权所做的努力。2023年，賀錦麗拜访了石墙酒吧，谴责全国各州立法对跨性别者权利的攻击。2024年7月，哈里斯在马萨诸塞州 LGBTQ 热点地区普罗温斯敦举办了一场筹款活动。

#### 最低工资
哈里斯支持提高联邦最低工资。哈里斯没有给出她支持的联邦最低工资的具体数字，但她赞扬了那些将最低工资提高到每小时至少15美元的州。

#### 社会服务
哈里斯支持《2021年美国救援计划法案》中扩大的儿童税收抵免，该法案将儿童贫困率降低了20%。哈里斯表示支持降低儿童保育和老年人护理的费用并实行带薪家庭假。哈里斯还表示支持减免学生债务。2024年8月16日，哈里斯宣布了6,000美元儿童税收抵免的提议，扩大了她的民粹主义经济议程。费利西亚·黄（Felicia Wong）表示：“哈里斯在过去几周内做出了一系列政策选择，明确表明民主党致力于支持工作和家庭议程。”其他政策包括扩大处方药费用上限和永久恢复扩大的儿童税收抵免。

#### 最高法院改革
哈里斯支持拜登的呼吁，即对最高法院大法官的任期进行限制，并推动修改宪法以推翻其在“特朗普诉美国案”中的裁决。

### 外交政策

#### 中国

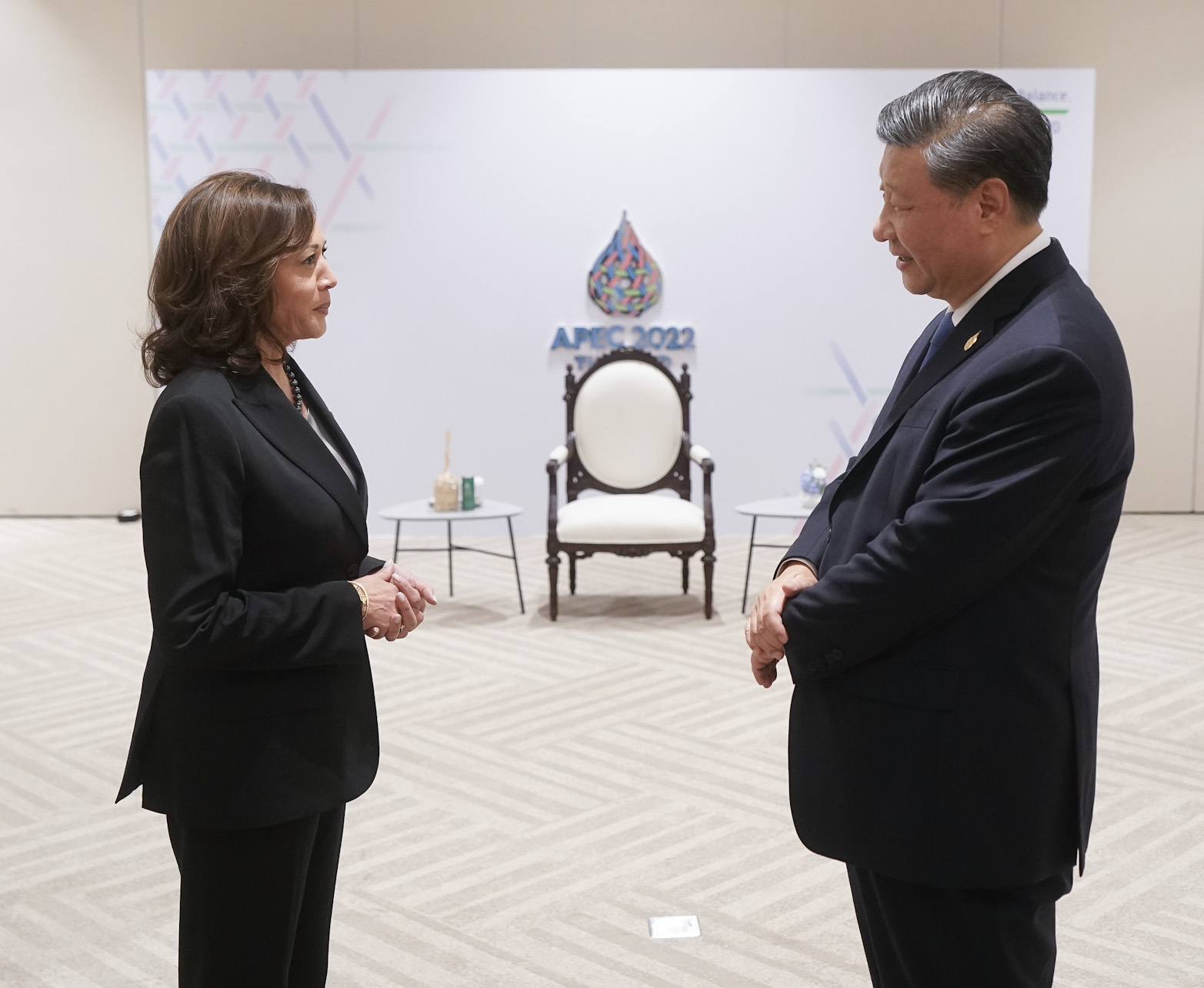
哈里斯在2022年泰国APEC会议期间与习近平会晤。

在2020年副总统辩论中，哈里斯批评特朗普在总统任內对中国进口产品征收关税，指责共和党在与中国的贸易战中失败，并因此失去数十万个工作岗位。
賀錦麗主张“降低来自北京的风险”，即鼓励西方国家减少对中国经济依赖的政策。预计賀錦麗将继续深化美国在亚太地区的联盟，以在经济和军事上遏制中国崛起的力量。哈里斯此前曾公开谴责香港侵犯人权的行为，并共同发起了《香港人权与民主法案》和《维吾尔人权政策法案》。担任参议员期间，她谴责中国西部对维吾尔族和少数民族妇女的迫害，并支持馬可·魯比歐对该地区侵犯人权行为实施制裁。在2019年的辩论中，她还批评中国窃取“我们的产品，包括我们的知识产权”并向“我们的经济倾销劣质产品”。哈里斯此前曾表示支持台湾的自卫，批评中国海军骚扰菲律宾船只，并支持南海的航行自由。

#### 北约和乌克兰

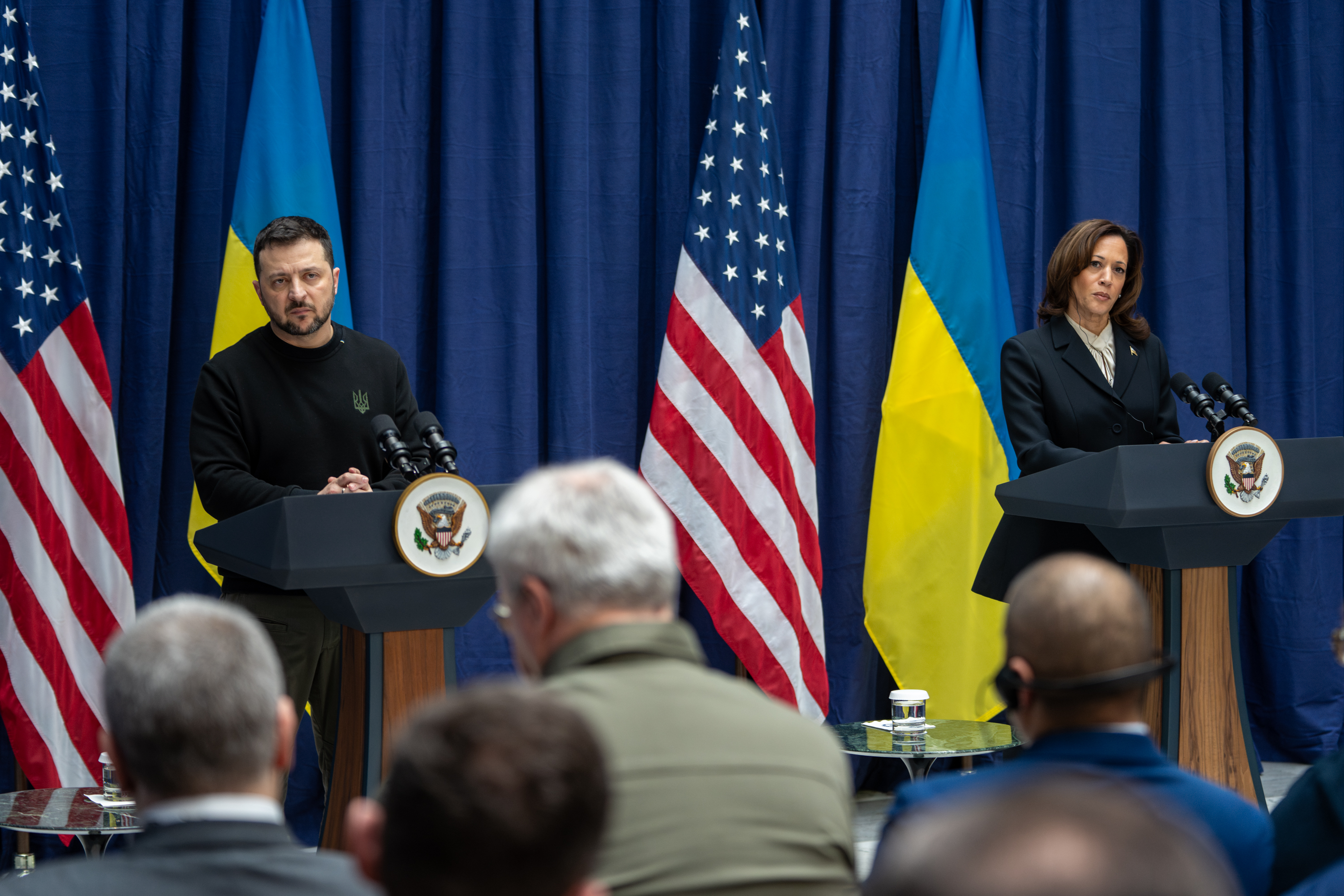
哈里斯会见乌克兰总统泽连斯基。

预计哈里斯将总体上遵循拜登对北约和乌克兰的外交政策，并在俄罗斯入侵乌克兰后支持乌克兰。

## 民意调查

自2024年6月底以来特朗普和賀錦麗經過加權的局部回歸民調趨勢圖，虛線是拜登退選和賀錦麗接替成為总统候選人的時間線

截至8月27日，哈里斯在几项大选民意调查中均以微弱优势领先，在其他民意调查中则以微弱优势落后。此外，在她发起竞选活动后的民意调查中，她在民主党人和独立人士中的支持率显著上升。